# Мішель Песік
Мішель-Ів Песік (фр. Michelle Yves Pesic, нар. 13 березня 1939, Франція) — французький дипломат.

## Біографія
Народився 13 березня 1939 року. 
Закінчив Національну школу адміністрації. Доктор юриспруденції.
З 1967 по 1970 — 2-й секретар посольства Франції в СРСР.
З 1970 по 1977 — начальник служби міжнародних зв'язків Управління з науково-технічних досліджень МЗС Франції.
З 1977 по 1980 — заступник директора Дослідного інституту інформатики та автоматизації МЗС Франції.
З 1981 по 1984 — радник посольства Франції в Тунісі.
З 1985 по 1986 — очолював місію при начальнику Управління кадрів МЗС Франції.
З 1986 по 1989 — Надзвичайний і Повноважний Посол Франції в Ємені.
З 1989 по 1992 — міністр-радник Посольства Франції в Москві.
З 1993 по 1995 — Надзвичайний і Повноважний Посол Франції в Україні.